# Macrothemis capitata
Macrothemis capitata är en trollsländeart som beskrevs av Philip Powell Calvert 1909. Macrothemis capitata ingår i släktet Macrothemis och familjen segeltrollsländor. Inga underarter finns listade i Catalogue of Life.